# Casimir Lefaucheux
Casimir Lefaucheux (ur. 26 stycznia 1802 w Bonnétable, zm. 9 sierpnia 1852 w Paryżu) – francuski rusznikarz, wynalazca pierwszego przyjętego do regulaminowego wyposażenia wojska naboju zespolonego oraz strzelającego nim karabinu. Powstał również rewolwer Lefaucheux M1858 strzelający amunicją jego pomysłu i będący pierwszą bronią tego typu przyjętą przez wojsko.

## Nabój igłowy (trzpieniowy)
Nabój systemu Lefaucheux opierał się na zastosowaniu wystającego z boku łuski trzpienia, który po uderzeniu kurkiem odpalał spłonkę ukrytą wewnątrz łuski. Nabój okazał się na tyle skuteczny, iż wiele innych firm zaczęło produkować strzelby i karabiny zasilane tą amunicją. Bardzo prędko zaczęto nazywać je „lefoszówkami”. System ten zaadaptowano do wielu rodzajów broni, oprócz strzelb i karabinów wytwarzano rewolwery i pistolety różnych kalibrów. 

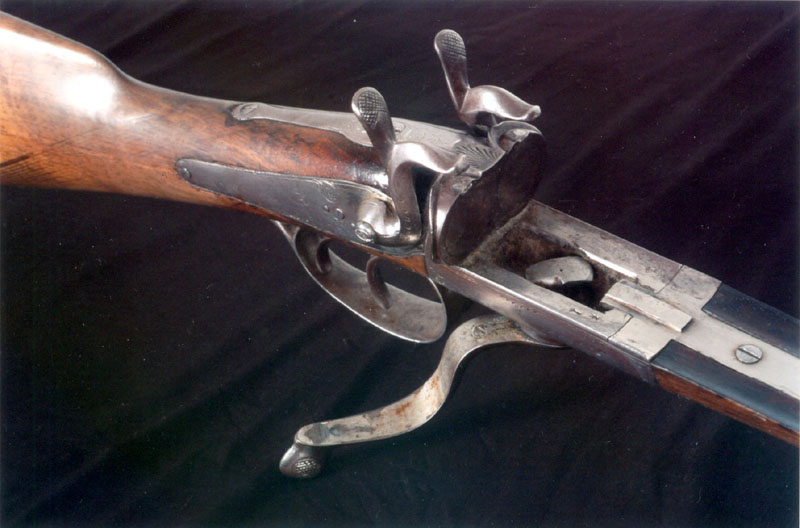
Mechanizm blokujący zamek

Mimo swoich wad – igły łatwo było wykrzywić, uniemożliwiając odpalenie – lefoszówki były w szerokim użyciu, zarówno wśród cywilów, jak i wojska.